# Штадлан
Штадлан (ивр. שתדלן‎; нем. Schtadlan) — в Европе XIV—XVIII веков лицо, бравшее на себя задачу за вознаграждение или безвозмездно защищать интересы еврейских общин и отдельных евреев перед властями и предупреждать их изгнание из государства и истребление еврейских книг.
Введение подобной должности было необходимостью в эпоху, когда евреи были лишены гражданских и политических прав. В функции штадлана входило:
- хлопотать ο возобновлении привилегии по вступлении на престол нового государя;
- добиваться новых льгот;
- умилостивлять власть.

По отношению к штадланам раввины допускали даже некоторую снисходительность: им дозволялось носить одежду соответственно положению, без ограничений, существовавших для прочих евреев.
В Испании в 1354 году существовал так называемый «mischtadlim» (ивр. משתדלים‎). Более частым явлением штадланы были в Германии и в Польше. В XVI веке в Германии на этом посту выделился Иосельман из Росгейма. Познанский институт штадланов сохранился до 1828 года.

## Польско-литовские штадланы
В Польше и Литве — классических странах еврейской автономии с центральными, областными и местными органами самоуправления — деятельность штадланов приобрела особое значение. При кагалах, при областных сеймиках, при Коронном и Литовском ваадах (Wa’ad) — везде встречались по одному или несколько штадланов, ездивших в Варшаву и Гродно, где собирались государственные сеймы. Штадланы были неофициальными депутатами на сейме от евреев, исключённых из общей политической жизни.
Штадланы должны были, согласно постановлению Литовского ваада от 1628 года, уметь быть представителями в королевских и вельможных палатах, готовыми стоять на страже при государственном сейме и зорко следить за всякого рода ходатайствами на благо всей области, по данному им Богом разумению. Важно было также следить за деятельностью воеводских сеймиков, где избирались послы на сейм и давались инструкции избранным. Тогда штадланам приходилось «разведывать и разузнавать», «не затевается ли что-либо новое в ущерб» евреям (постановление ваада от 1623 года).
Помимо утвержденных ваадом штадланов, никому, под угрозой херема, не разрешалось являться в Варшаву с частными ходатайствами. Исключение делалось для лиц, заручившихся особым разрешением от раввина их общины, которое, однако, должно было быть предъявлено в Варшаве уполномоченным ваадом штадланом. За тридцать дней до созыва государственного сейма в синагогах вывешивались аншлаги с угрозами херема и других наказаний для лиц, которые осмелятся, на собственный риск и страх, поехать в Варшаву хлопотать ο своём деле перед депутатами.
Штадланы в Польше и Литве получали, большей частью, вознаграждение. На сессии Литовского ваада в 1761 году было постановлено повысить жалование штадланов, освободить их от необходимости заниматься посторонними делами и обязать одного из них жить постоянно в Вильне. Из польско-литовских штадланов особенно славились:
- раввин Исаия из Вильны (назначен в 1628),
- раввин Бейрах из Бреста (1628),
- «вельможный» Мордехай из Ломаз (1628),
- Н. Гинцбург (1667),
- познанские штадланы: Авраам (1690), Барух (1699) и Яков (1736),
- штадлан Коронного ваада — Ниссим б.-Иуда из Цеханова (назначенный на этот пост в Ярославе на сессии ваада 1730 г.); он получал 8 зл. п. в неделю.

Относительно Познани известно, что её штадланы, или «синдики», защищали общину перед судом и ездили в Варшаву. Получаемое ими жалованье было значительным для тех времён: штадлан Мордхе Брейнхес (1623) получал ежегодно 300 зл. п., a так как он постоянно бывал в разъездах, то жена его получала особо 3 зл. п. в неделю. Штадлан Моисей Пакошер (середина XVII века), получал 10 зл. в неделю, 100 зл. на квартиру и был притом школьником большой синагоги в Познани. В XIX веке (в Познани этот институт просуществовал до 1828 года) получал 30 зл. в неделю и квартиру.